# Курт Книспел
Курт Книспел (на немски: Kurt Knispel) е германски танков командир. Служи в германската армия като пълнач, стрелец, а впоследствие и като командир на танк. Книспел е танковият ас с най-много унищожени противникови танкове. Заедно с Ото Кариус и Михаел Витман е един от най-успешните командири на танк за всички времена.

## Биография

### Ранен живот и детство
Курт Книспел е роден на 20 септември 1921 г. в Салисов (днес Злате Хори), Чехия. След като завършва чиракуването си в автомобилен завод през 1940 г., Книспел се записва да служи в бронираните сили.

### Втора световна война (1939 – 1945)

#### Обучение (1940 – 1941)
Основното обучение на Книспел преминава в запасния тренировъчния батальон на бронираните сили в Саган, Долна Силезия. Там той получава основно обучение на пехотинец преди танковото обучение на Панцер I, II и IV. На 1 октомври 1940 г. е прехвърлен към 3-та рота, 29-и полк, 12-а танкова дивизия. Книспел завършва обучението си като пълнач и стрелец на Панцер IV. Обучението продължава до 11 юни 1941 г. и се състои от курсове в Саган и Пултос.

#### Служба (1941 – 1945)
Книспел служи като стрелец на Панцер IV под командването на лейтенант Хелман по време на операция „Барбароса“, където участва в първоначално нападение като част от 3-та танкова група, 57-и армейски корпус под командването на ген. Адолф Кунцен. Книспел участва още в битките при Ярцево, в близост до Сталинград, на север в района на Ленинград-Тихвин, а също и в Кавказ под командването на ген. Макензен. Книспел се завръща в Пултос в края на януари 1943 г. и се запознава с новите танкове Тигър. По това време на Книспел се приписват 12 унищожени танка.
От Пултос заедно с група други военнослужещи е зачислен към 500-ия танков батальон, разположен в Падерборн. Тази група, командвана от оберфелдфебел Феденсак, се превръща в 1-ва рота на елитния 503-ти тежък танков батальон, който се сражава при Курск, защитавайки фланга на 7-а танкова дивизия (на немски: Armee Abteilung Kempf). Книспел участва още при помощната атака при Черкаския чувал (известен още като Корсунски чувал), Виница, Ямпол и Каменец-Подолск. След като частта е прехвърлена на германо-френския фронт, ротата е екипирана с танкове Тигър II и се бие около Кан и при отстъплението от Нормандия. След това отново са върнати на германо-съветския фронт и участва при боевете при Мезотур (Mezőtúr), Тороксцентмиклос (Törökszentmiklós), Цеглед (Cegléd), Кескемет (Kecskemét) и предмостието при Гран (Gran), Гюла (Gyula), Неутра (Neutra), замъкът Баб (Bab), Лаа (Laa) и накрая Востиц (Wostitz), където е тежко ранен. В една битка Книспел съобщава 24 вражески попадения на неговия Тигър II..
Книспел е тежко ранен на 28 април 1945 г. от шрапнел в главата, когато неговият Тигър II е ударен от съветски танкове. Той умира два часа по-късно в германска полева болница.
Със 168 (всички потвърдени, с непотвърдените броят им достига 195) унищожени танка, Курт Книспел е най-успешният войник служил в бронираните сили по време на Втората световна война. Той се сражава на почти всеки танк като пълнач, срелец и командир. Бива награден с орден „Железен кръст“ – I степен след като унищожава петдесетия си противников танк и златна „Танкова щурмова значка“ след стотната си танкова победа. Когато Книспел унищожава 126 вражески танка (и още 20 непотвърдени), той е награден със златен „Германски кръст“. Той е и единственият без офицерски ранг в германските бронирани сили, който е споменат в комюникето на Вермахта. Като командир на Тигър и Тигър ІІ Книспел унищожава още 42 противникови танка. Това прави общо 168 унищожени танка, повече от всеки друг танков ас. Въпреки че е предлаган четири пъти, Книспел не получава желания „Рицарски кръст“, отличителен белег на повечето танкови асове през Втората световна война.
На 10 април 2013 г. властите в Чехия заявяват, че останките на Книспел са идентифицирани заедно с 15 други германски войници зад църковна стена във Врбовец (окръг Зноймо).

## Военна декорация
- Орден „Германски кръст“ (1944) – златен (20 май 1944)
- Германска „Танкова щурмова значка“ (?)
- Германски орден „Железен кръст“ (?) – II (?) и I степен (?)[4]
- Упоменат в ежедневния доклад на „Вермахтберихт“ (25 април 1944)